# Українська національна лотерея
Українська національна лотерея (УНЛ) — українська компанія, що спеціалізується на послугах загальнонаціональних та «онлайнових» лотерей. Заснована 1997 року. Власником компанії є британський бізнесмен Майкл Джон Фогго. УНЛ входить до складу «Європейської асоціації лотерей та тото» (англ. European Lotteries and Toto Association, AELTE) та Всесвітньої лотерейної асоціації (WLA). Підприємство має ліцензію Міністерства фінансів України № 446756.

## Власники

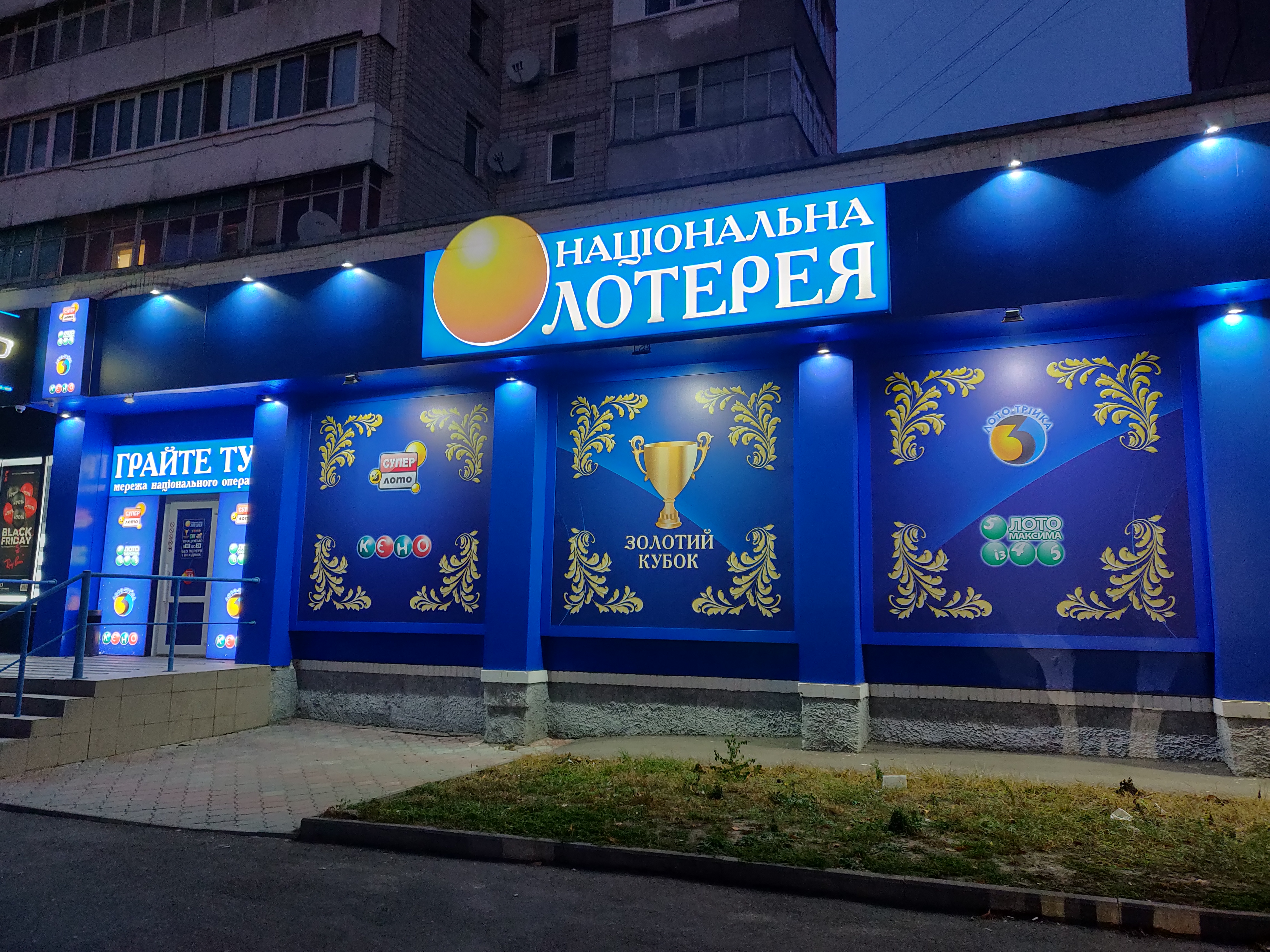
Магазин УНЛ у місті Біла Церква

Підприємство із 100 % іноземними інвестиціями «Українська Національна Лотерея» було засноване в 1997 році жителем Флориди, громадянином США Віл'ямом Френсісом Фліном.
У вересні 1997 року корпоративні права на УНЛ перейшли до компанії Олімпік Голд Холдінгз Лімітед (Olympic Gold Holdings Limited), яка представляла інтереси групи іноземних інвесторів з Великої Британії, Швеції, Австрії та ін.
З серпня 2014 року у розпочався процес реорганізації структури корпоративної власності, який у березні 2016 року завершився переходом прав на українського оператора державних лотерей до Товариства з обмеженою відповідальністю «Ефаміандо Холдінгз Лімітед» (Efamiando Holdings Limited), Республіка Кіпр. Фактичним власником стає Олександр Третьяков  та ряд інших високопосадовців, серед яких, за даними ЗМІ - Гліб Загорій та Борис Ложкін.[неавторитетне джерело]
На початку 2018 року корпоративні права на Підприємство із 100 % іноземними інвестиціями «Українська Національна Лотерея» були придбані інвестором з Великої Британії Майклом Джоном Фогго, інтереси якого представляє компанія Гонконг Руі Бо Інвестмент Лімітед (Hong Kong Rui Bo Investment Limited), що зареєстрована за законодавством Гонконгу. Більшу частину своєї діяльності у бізнесі Фогго провів у Східній Азії, Гонконзі, Макао, Китаї. Працював у фінансовому секторі та здійснював безпосереднє управління компаніями та проектами у сфері управління інвестиціями в нерухомість, медіа-індустрії, в тому числі продакшн і броадкастінг, і, звичайно, в ігровій індустрії.
В березні 2018 року журналістське розслідування показало, що Майкл Фогго є главою зареєстрованої в Гонконзі компанії Churchill Fiduciaries Limited та з 2017 року має спільний бізнес у Британії із росіянами. Так, компанія TAURUS TRIPLICATA LLP (Company number OC414265) контролюється містером Фогго спільно з громадянином РФ  Олександром Комаровим, частки між ними розділені як 75 % на 25 %.

## Історія розвитку
З часу створення, з 1997 по 2001 рік «УНЛ» проводила лотерею з назвою «Національна лотерея 6 із 39». У 2001 році «Українська національна лотерея» запровадила дві нові лотереї — «Кєно» та «Супер Лото». У 2002 році засновано гру типу «бінго» — «Бінго Бум Лото», яка проіснувала 56 розіграшів і була ліквідована у грудні 2003 року.
1 червня 2004 року було презентовано поширену у світі лотерею типу Pick3, яка отримала в Україні назву «Лото трійка». У грудні 2008 року стартувала лотерея «Лото Максима» 5 із 42, яка зараз проводиться за класичною формулою 5 із 45. 24 травня 2023 року стартувала нова лотерея «Лото 6 із 36», яка.проводяться щоденно двічі на день.
Тривалий час УНЛ була єдиним підприємством у СНД, яке надавало послуги онлайн-лотерей: за допомогою електронного устаткування та телекомунікаційної системи, вибір гравця миттєво надсилався та реєструвався в Центральній комп'ютерній системі. По населених пунктах України було встановлено понад 5200 лотерейних терміналів.
За основу організації лотерейної діяльності УНЛ була взята модель, яка працює у Великій Британії. В УНЛ працює лотерейна система, лотерейні термінали, ігрові автомати, аналогічні тим, якими користується у Великій Британії компанія Camelot Group. Ця компанія є оператором Національної Лотереї у Великій Британії з 1994 року.
Стратегічний партнер УНЛ — американська корпорація GTech — забезпечила постачання сучасного обладнання, центральної системи, лотерейних терміналів, супутникового зв'язку для продажу електронних білетів лотерей та відображення даних про реалізацію в центральній базі даних в режимі реального часу. Важливий компонент лотерей — лототрони, були завезені американською компанією Smartplay International. В Казначействі було встановлено окремий термінал для отримання даних безпосередньо з центральної системи. Також УНЛ розгорнула мережу базових станцій, пов'язаних радіозв'язком по всій Україні з метою організації зв'язку між лотерейними терміналами. Безпека зв'язку була забезпечена спеціальним кодуванням і гарантувалася корпорацією GTech.
У 2012 році виторг УНЛ від лотерей «Кєно» і «Супер Лото» склав 280 млн гривень, що робило УНЛ третім після «М. С. Л.» та «Патріот».
За період з 2015 по 2018 рік УНЛ став лідером лотерейного ринку в Україні та найбільшим платником податків серед трьох лотерейних операторів, хоча ще у 2013 році «УНЛ» мала частку ринку в розмірі 15 %. Журналісти пов'язують такий успіх компанії з покровительством депутатів О.Третьякова, Г.Загорія і колишнього глави АП Бориса Ложкіна. В цей же час починається полювання на конкурентів, в результаті якої обидва конкурента потрапляють в так звані санкційні списки (УКАЗ ПРЕЗИДЕНТА УКРАЇНИ № 549 / 2015). Після цього на українському лотерейному ринку фактично залишилася одна компанія — «УНЛ»
У 2016 році УНЛ сплатила 103 543 748,97 гривень податків, у 2017 році сума сягнула 186 195 415,45 гривень; за 2018 рік - 199 699 336,79 гривень.

## Міжнародне партнерство
Стратегічним міжнародним партнером УНЛ є американська корпорація IGT (колишня назва GTECH) — світовий лідер лотерейної галузі, який є асоційованим членом Всесвітньої лотерейної асоціації (WLA).

## Виграші
Призовий фонд лотерей УНЛ становить 50 % від суми проданих білетів. Виграші понад 25000 гривень можна отримати лише в головному офісі у Києві.
Виграшні білети є дійсними 180 днів від дня розіграшу.
Найбільший виграш в історії УНЛ становив 33 032 000 млн гривень у розіграші «Супер Лото» від 6 березня 2021 року.
Цей джекпот є найбільшим зірваним в історії України. 
У 2008 році навколо компанії розгорівся скандал в результаті дивного розіграшу джекпоту лотереї Суперлото. Компанія УНЛ відмовилася чекати, коли буде зірваний джекпот (26,6 мільйона гривень), і поділило його на свій розсуд. Зокрема, 10 000 000 від виграшу дісталися страховій компанії, назву якої журналістам не вдалось встановити.